# Enrique Diosdado
Enrique Álvarez Diosdado (Madrid, 6 de junio de 1908 - íd., 1 de diciembre de 1983) fue un actor español.

## Biografía
A pesar de iniciar su actividad profesional en el mundo del periodismo, decide abandonar esa carrera a favor de la interpretación ingresando en la Compañía de Francisco Pierrá y Amparo Martí. En 1935 se convierte en el primer actor de la Compañía de Margarita Xirgu, con la que estrena, entre otras, La duquesa de Benamejí, de los Hermanos Machado y Yerma, de Federico García Lorca.
El inicio de la guerra civil española le encuentra de gira en América, donde permanecería hasta 1950. Allí nacería su hija, Ana Diosdado fruto de su primer matrimonio con Isabel Gisbert y se casaría en segundas nupcias con la actriz Amelia de la Torre con la que tendría otro hijo, llamado también Enrique Álvarez Diosdado. En Argentina debuta en el cine con la película Bodas de sangre (1938), de Edmundo Guibourg, junto a la Xirgu, La copla de la Dolores (1947) y La gata (1947).
De regreso a España, se integra en la Compañía del Teatro María Guerrero, interpretando, entre otras obras, un Don Juan Tenorio (1950), con escenografía de Salvador Dalí, La heredera (1951), de Ruth y August Goetz, María Antonieta (1952) o El jefe (1953), las dos últimas de Joaquín Calvo Sotelo o La Plaza de Berkeley (1952), de John L. Balderston. Poco después comparte escenario con Mary Carrillo en El príncipe durmiente (1957), de Terence Rattigan y en El cielo dentro de casa (1957), de Alfonso Paso. Más tarde formaría Compañía propia junto a su esposa, poniendo en escena numerosas obras, entre la que destaca una versión de ¿Quién teme a Virginia Woolf? (1966), de Edward Albee, así como Los papeles de Aspern (1955) de Henry James,  Yerma (1960), Casa de muñecas (1961), de Ibsen, el estreno en España de La barca sin pescador (1963), de Alejandro Casona, Nunca es tarde (1964), de José López Rubio, El carrusel (1964) de Víctor Ruiz Iriarte, La muchacha del sombrerito rosa (1967), de Víctor Ruiz Iriarte, El sistema Fabrizzi (1967), de Albert Husson, Canción para un atardecer (1973), de Noel Coward, El okapi (1972) y Los comuneros (1974), las dos últimas escritas por su propia hija y Las manos sucias (1977), de Jean-Paul Sartre.
Su labor teatral la compagina con su carrera cinematográfica que incluye títulos como Viento del norte (1954), de Antonio Momplet, El sol sale todos los días (1955), de Antonio del Amo, Un ángel pasó por Brooklyn (1957), de Ladislao Vajda, A las cinco de la tarde (1960), de Juan Antonio Bardem. El secreto de Mónica (1961), de José María Forqué o Historia de una noche de Luis Saslavsky.
Continuó trabajando en los escenarios hasta que la enfermedad le impidió hacerlo, siendo sus últimas interpretaciones las realizadas en las obras La Malquerida, de Jacinto Benavente y Manos sucias, de Jean-Paul Sartre, ambas en 1977.

## Televisión
- Estudio 1
  - La malquerida  (1977)
  - El okapi (1975)

## Filmografía
- El señor de La Salle  (1964) .... Padre del Abate Clement
- Trampa mortal   (1963)
- El capitán Intrépido   (1963) .... Gobernador
- Historia de una noche   (1963)
- Buscando a Mónica   (1962)
- Cena de matrimonios   (1962)
- A las cinco de la tarde   (1961) (como Enrique A. Diosdado) .... Manuel Marcos
- Su propio destino  (1958) .... Giudice Petrei
- El sol sale todos los días  (1958)
- Un ángel pasó por Brooklyn  (1957) .... Policía
- Fedra  (1956) .... Don Juan
- Torrepartida  (1956) .... Antonio - Capitán Guardia Civil
- Alejandro Magno  (1956)
- Orgullo de  Manuel Mur Oti (1955)
- Viento del norte  (1954)
- Vuelo 971  (1953)  .... Emilio Fraga
- Último día  (1952) .... Rafael Osuna
- Don Juan Tenorio  (1952) .... Don Juan Tenorio
- La copla de la Dolores  (1951)
- Sangre en Castilla  (1950)
- Danza del fuego  (1949)
- La otra y yo  (1949)
- María de los Ángeles  (1948) .... Capitán José Guzmán de Granada
- La gata  (1947)
- Madame Bovary  (1947) .... Rodolfo Boulanger
- Rosa de América  (1946)
- La honra de los hombres  (1946)
- María Rosa  (1946)
- La dama duende  (1945)
- Mi cielo de Andalucía  (1942)
- Bodas de sangre (1938)

## Premios y distinciones
Festival Internacional de Cine de San Sebastián
| Año  | Categoría    | Película         | Resultado |
| ---- | ------------ | ---------------- | --------- |
| 1954 | Mejor actriz | Viento del norte | Ganador   |

- Medalla del Círculo de Bellas Artes (1952).
- Premio del Sindicato Nacional del Espectador por Viento del Norte (1952).
- Premio de la Crítica de Barcelona por Viento del Norte (1954).
- Premio del Sindicato Nacional del Espectáculo por A las cinco de la tarde (1960).
- Diploma de honor por A las cinco de la tarde en el Festival Internacional de Cine de Mar del Plata (1961).[7]